# Literatura finesa
El idioma finés permaneció como lengua no escrita hasta el siglo XVI pero por supuesto eso no quiere decir que durante siglos careciese de literatura, el finés gozó de una fértil literatura popular que nos ha llegado gracias a los cantores populares que a lo largo de generaciones transmitieron esos textos, lógicamente con modificaciones y en múltiples versiones.

## Literatura popular

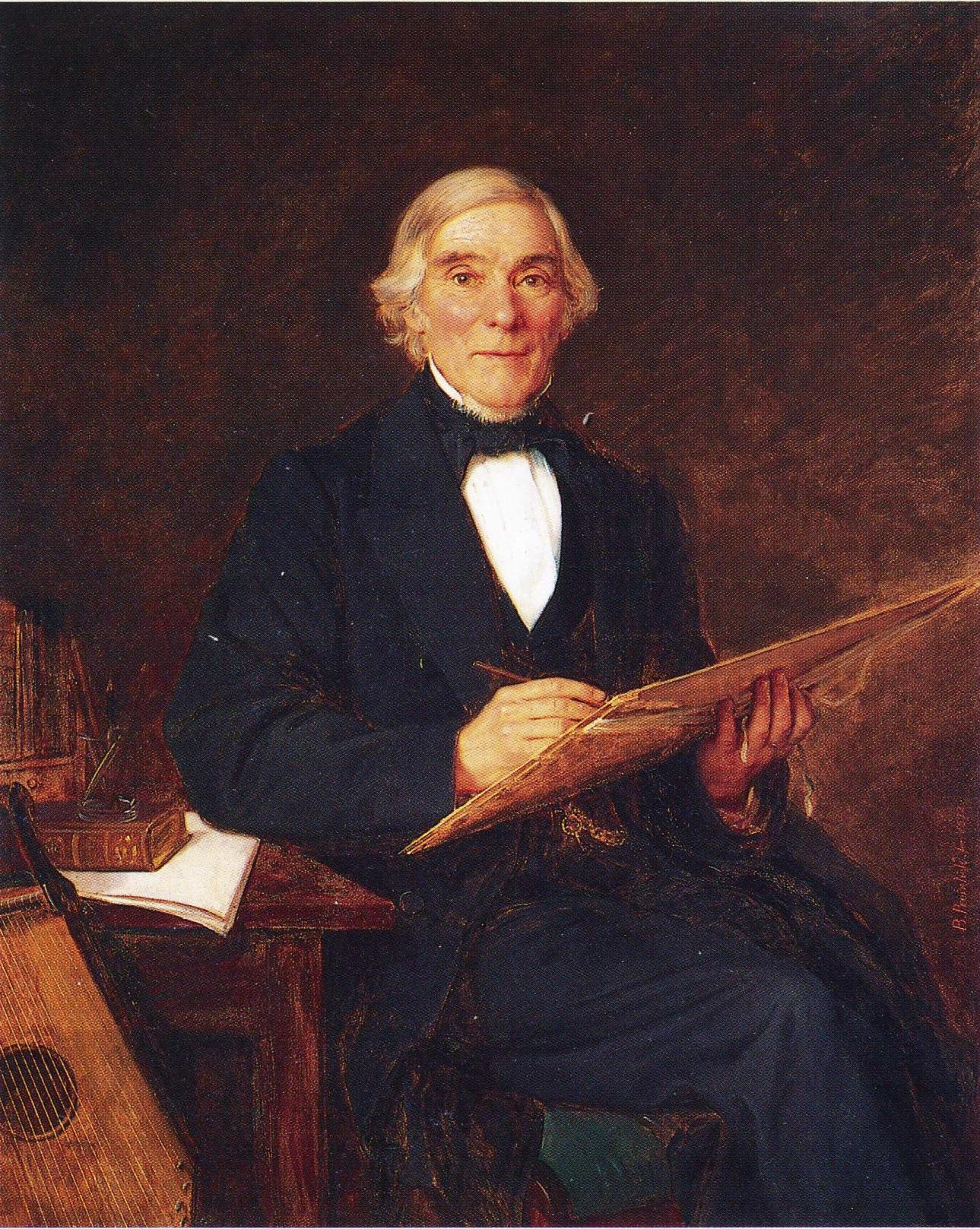
Retrato del profesor Elias Lönnrot, figura clave en la recopilación folclórica finesa.

La poesía popular finesa se conserva en los archivos de la Sociedad de Literatura Finesa y solo una parte se publicó en la colección Suomen Kansan Vanhat Runot en 33 volúmenes publicados entre 1908 y 1948 que recogen 85.000 piezas con 1.270.000 versos.
La mayor parte de esa literatura popular se conservó en la zona más oriental del dominio lingüístico de la lengua finesa Carelia e Ingria y en menor medida en el oeste de Finlandia pero los poemas conservan trazos lingüísticos y temáticos propios del occidente del dominio lingüístico finés.
La poesía popular finesa puede ser poesía lírica, una poesía individual que se centra en la emoción y el lirismo del poema utilizando imágenes sacadas de la naturaleza y de las actividades de la vida cotidiana o poesía épica, poemas más largos y extensos, en torno a los 100 o 200 versos, que cuentan preferentemente una sucesión de acontecimientos mitológicos.
Aparte de estos dos grandes grupos hay otro tipo de poemas como las poesías para las bodas, de caza, lamentaciones.
Los encargados de conservar y cantar los poemas populares eran los cantores populares o bardos, a veces acompañados por los kantele.
En el norte eran dos los cantores, uno que recitaba primero el verso y otro que lo repetía, mientras que en el sur el cantor era generalmente una mujer acompañada por un coro.
Entre los cantores populares destacaron Arhippa Perttunen y Larin Paraske.
En 1564 se recoge el primer poema popular finés pero fueron escasos los poemas que se recogieron en parte por considerarse un fenómeno pagano y en parte por no ser el finés una lengua minorizada.
En el siglo XIX el romanticismo se va a interesar por la literatura popular y Elias Lönnrot partiendo de poemas recogidos por él y por otros entusiastas redactó la epopeya Kalevala (1835-1849) que consagró la literatura popular como una de las principales fuentes de la literatura finesa escrita.

## Reforma Protestante

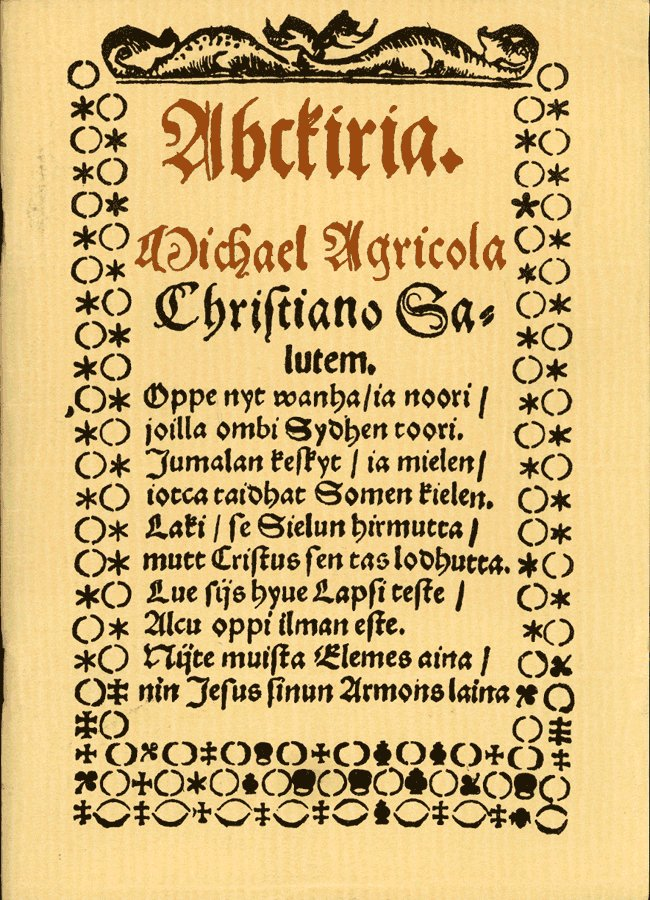
El Abckiria fue el primer libro publicado en finés.

Aunque antes de la Reforma ya existían textos religiosos en finés, no conservados, fue Mikael Agricola primer obispo protestante de Finlandia el autor de los primeros libros en finés, en 1543 publicó Abckiria, un pequeño abecedario y catecismo, Rucouskiria es un libro de oraciones publicado en 1544, en 1548 apareció su traducción del Nuevo Testamento fundamental en la estandarización del finés.
Epígonos de Agricola continuaron su labor como Jacobus Finno, autor de un libro de cánticos en 1583, Hemmiki Maskulainen, también autor de un libro de cánticos en 1605 y traductor de Piae Cantiones en 1616, Eerik Sorolainen autor de Postilla, colección de sermones en dos volúmenes publicados en 1621 y 1625 y que se usó en las iglesias finesas por más de dos siglos.

## Academia de Turku
El siglo XVIII estuvo marcado por el establecimiento de la Academia de Turku que aunque favoreció fundamentalmente al sueco, la lengua de los profesores también ejerció influencia sobre la literatura finesa, apareció el primer autor teatral, Eerik Justander que tradujo una obra sueca al finés que no se conserva.
Mattias Salamnius escribió una descripción de la vida de Jesús en métrica kaleviana Ilo-Laulo Jesuxesta (1690), que vio reediciones en los dos siglos siguientes.
En el seno de la Academia de Turku comenzaron a parecer hombres que se interesaron por la lengua finesa como Daniel Juslenius, autor de un diccionario trilingüe o Henrik Florinus, autor de una nomenclatura del vocabulario finés.
Suomenkieliset (1775-1776) fue el primer diario en finés.

## SigloXIX
El comienzo del siglo XIX coincidió con el fin del dominio sueco sobre Finlandia que quedó a partir de 1809 bajo el dominio de Rusia, como un Gran Ducado autónomo que conservó las antiguas instituciones suecas y en el que a la lengua sueca seguía siento la oficial y en el que se comenzaba a crear una conciencia nacional que llegó también a la literatura, que se expresaba mayoritariamente en sueco, a principios de siglo tan sólo algunos poetas como Samuel Gustaf Bergh apodado Kallio o Jacob Judén o el dramaturgo Pietari Hannikaien escribían en finés, aunque numerosos poetas populares como Vihta-paavo elaboraban una poesía local enraizada en la tradición.
Entre algunos intelectuales de lengua sueca comenzó a extenderse la consideración del finés como lengua nacional de Finlandia, entre ellos destacaron Johan Vilhelm Snellman que en 1863 consiguió un estatus legal para el finés semejante al del sueco.
Tras la publicación del Kalevala y su éxito el número de autores en finés aumentó considerablemente enriqueciéndose con nuevos géneros y temas.
Aleksis Kivi fue el creador de la primera gran novela en finés, Seitsemän veljestä (Los siete hermanos) publicada en 1870.
Kaarlo Kramsu introdujo en la literatura finesa la balada histórica y la poesía social.
A partir de 1880 será el realismo la corriente literaria predominante con autores como Minna Canth, Juhani Aho, Arvid Järnefelt y Teuvo Pakkala.
Con el fin de siglo aumentó en la literatura la importancia de lo imaginario y el sentimiento y los elementos nacionales van a ser omnipresentes, este nuevo estilo se denomina neorrealismo nacional y su principal representante fue Eino Leino, aunque cultivó todos los géneros de la poesía y donde más destacó, sobre todo en la serie Helkavirsiä (1903-1916).

## SigloXX
Con la entrada del nuevo siglo se dejó sentir en Finlandia la influencia del simbolismo, en Otto Manninen con influencias del neorrealismo, V. A. Koskenniemi con su poesía pesimista y L. Onerva con una poesía más experimental e intimista.
Pero sobre todo el siglo XX es importante por el desarrollo de la prosa finesa, que vive una auténtica edad de oro, una prosa en la que el peso de la naturaleza es opresor, con protagonistas procedentes de la gente corriente, individualistas que reivindican la justicia social, un realismo a la vez combinado con humor.
Los más grandes prosistas son Ilmaro Kianto que describe la pobreza rural, Joel Lehtonen que dejó una de las mejores novelas finesa, Putkinotko (1919-1920), metáfora de la decepción que lleva el camino de dos ideales a la realidad y Volter Kilpi autor con un estilo y técnica propia que recuerda a Marcel Proust.
Con gran calidad pero sin la genialidad de los anteriores sobresalen Maiju Lassila, Maria Jotuni, Frans Eemil Sillanpää que fue el único finés en recibir el Premio Nobel (1939), Heikki Toppila, Aino Kallas, Johannes Linnankoski y Maila Talvio.
Una nueva generación aparece a comienzos de los años 20, conocidos con el nombre de los portadores del Fuego ("Tulenkantajat"), título que llevaba el álbum literario que publicaron de 1924 a 1927, con un nuevo espirito de libertad, tanto en la métrica de la poesía como en los temas, dando la espalda al pasado, Katri Vala es la autor tipo de esta generación y Olavi Paavolainen como prosista, de esa generación salieron grandes poetas, ya con otro estilo, como Mustapää con su característico estilo semierudito y que se dejaba influir por numerosas culturas.
El más conocido de los autores de los Portadores del Fuego fue Mika Waltari.
En los años treinta se abandonó la línea rupturista y se vuelven a formas más clásicas, tan sólo destaca el grupo literario Kiila, con los poetas Viljo Kajava y Arvo Turtiainen y la prosista Elvi Sinervo.
El teatro en Finlandia gozaba de una vasta red de salas pero el número de autores de calidad era escaso, destacaron Maria Jotuni, Ilmari Turja, Hella Wuolijoki, esta última de origen estonio.
La II Guerra Mundial supuso una ruptura en el panorama literario finés, surge toda una generación de autores marcados por la experiencia de la guerra, el país vio reducido su territorio y casi toda la población de Carelia pasó como refugiada a Finlandia, se cuestionan los antiguos valores, aumenta la producción literaria y la traducción de obras de otras literaturas.
Surge una nueva poesía, con un lenguaje más cercano a la lengua hablada, utilizando el verso libre, centrada en si, entre los autores destacan Lauri Viita, Helvi Juvonen, Pentti Holappa, Eeva-Liisa Manner, Eila Kivikkaho y el poeta más original Paavo Haavikko.
En la narrativa surgen dos concepciones diferentes, una más tradicional marcada por el realismo agrario o obrero con escritores como Veikko Huovinen y sobre todo Väinö Linna, su Tuntematon sotilas (1954), centrada en las relaciones entre oficiales y soldados rasos durante la Segunda Guerra, vendió más de un millón de ejemplares y suscitó un fuerte debate nacional por la autocrítica a la sociedad finesa.
La otra tendencia en la narrativa es la más experimental, en la búsqueda de nuevas soluciones de estilo y estructura, Veijo Meri es el autor más destacado de esta tendencia, con un sentido de lo grotesco en el que se adivina la crisis de un pueblo.
Otros autores, con es el caso de Eeva Joenpelto, combinan las dos tendencias.
En los años sesenta la lengua coloquial entra en la poesía, que se compromete con la realidad social circundante, de forma contestataria, el primero autor que rompe con la poesía de los cincuenta es Pentti Saarikoski.
En reacción a esta poesía aparecen autores que centran su obra en la vida cotidiana o en la naturaleza, rechazando el compromiso político, es el caso de Helana Anhava o buscando nuevas formas en la poesía japonesa como Veikko Polameri.
En cuanto a la prosa durante los años 60 y 70 destacan nombres como el de Hannu Salama, autor de novelas obreras de carácter épico, el ambiente obrero también se localiza en las obras de Samuli Paronen con un acento muy fuerte en el infraproletariado.
La crisis de la clase media y el conflicto de generaciones centra las obras de Kerttu-Kaarina Suosalmi y el problema de la población evacuada de Carelia está más presente en las obras de Eeva Kilpi e Iris Kähäri.
La evolución de la vida rural es otro de los grandes temas de la prosa, autores como Eino Säisä, Heikki Turunen o Kalle Päätalo.
En los años 80 se desarrolla extraordinariamente el relato, con autores como Rosa Liksom, Joni Skiftesvik o Leena Krohn.
Entre los novelistas de la última generación destacan Olli Jalonen, Matti Pulkkinen y Maarit Verronen.
- Datos: Q386853
- Multimedia: Literature of Finland / Q386853